# Алпиняно
Алпиня̀но (на италиански: Alpignano; на пиемонтски: Alpignan, Алпинян) е град и община в Метрополен град Торино, регион Пиемонт, Северна Италия. Разположен е на 314 m надморска височина. Към 1 януари 2020 г. населението на общината е 16 811 души, от които 915 са чужди граждани.

## Култура

### Религиозни центрове
- Енорийска католическа църква „Пресвета дева Мария Анунциата“ (Chiesa della Santissima Annunziata), 50-те год. на 20 век
- Енорийска католическа църква „Св. епископ Мартин“ (Chiesa di San Martino Vescovo), 16 век
- Католически параклис „Св. Кръст“ (Cappella di Santa Croce),17 век
- Католически параклис „Св. Йосиф“ (Cappella di San Giuseppe), 18 век
- Католическа църква „Св. Йоан Кръстител“ (Chiesa di San Giovanni Battista), 80-те г. на 20 век, в район Сасето